# エドゥアルト・フランク
エドゥアルト・フランク（Eduard Franck 1817年10月5日 - 1893年12月1日）は、ドイツの作曲家。

## 生涯
フランクはプロイセンのシレジアの首都、ヴロツワフに生まれた。彼は裕福で教養の高い銀行家の4番目の子どもとして生まれた。兄のヘルマンは作家となる人物である。父の意向により幼少時から当時のドイツでも最も著名で才能あふれる文化人と交流を持っており、フランク家を頻繁に訪れていた著名人にはハイネ、フンボルト、ヘラー、メンデルスゾーン、ワーグナーなどがいた。裕福な家庭に生まれたことで、フランクはメンデルスゾーンに私的に指導を受けることができ、1834年から1838年の間にはじめはデュッセルドルフで、後にはライプツィヒで彼に師事した。この期間にフランクはシューマンやウィリアム・スタンデール・ベネットと親交を築いた。
パリ、ロンドン、ローマに暮らした後、1845年から1851年にはベルリンに居を構える。1851年以降はフェルディナント・ヒラーの誘いを受けてケルンの音楽院で教鞭を執り、ピアノ、作曲、音楽理論を教えた。さらに彼は地域の合唱協会の指揮者でもあり、ギュルツェニヒでの演奏会のために作曲をし、ピアノを弾いた。1856年には王宮指揮者（? Königlichen Musikdirektor）の称号に与っている。1859年から1867年にかけてはベルンの音楽学校の校長を務め、この街の音楽的性格を決定付ける役割を果たした。1867年からはシュテルン音楽院の教員として、1878年からはベルリンのエミール・ブレスラウアー（Emil Breslaur）の講座で教鞭を執った。1875年には教授の称号を得ている。
フランクは1850年7月20日にピアニストのトニー・セシリア・ティーデマンとベルリンで結婚した。1858年1月3日にケルンで生まれた息子のリヒャルト・フランクは後にカール・ライネッケに師事して作曲家、ピアニストとなり、音楽一家の伝統を継ぐ存在となった。ベルンでは2人の娘、エルザ（Elsa; 1860年8月6日）とイダ（Ida; 1862年4月27日）が生まれている。 
フランクは教育者、演奏者として高い評価を得ながらも、同年代のメンデルスゾーン、シューマン、リストほどに広く一般に知られることはなかった。ピアニストとしての技量は前者の2人に並ぶほどのものであり、教育者としてはより優れていたと思われるフランクが、彼らほどの名声を勝ち得ることができなかったのは、彼の作品の大半が生前に出版されなかったためだと考えられる。完璧主義者であったとされる彼は、自らの求める水準に達するまで自作を磨き上げており、このため常に作品の発表が遅れがちであった。フランクが初期に出版したわずかな作品に関して、シューマンは高く評価していた。

## 作品
フランクは初期作品において、第一にメンデルスゾーンを模範としている。1855年から1861年にケルンで書かれた「ヴァイオリン協奏曲第1番 ホ短調 Op.30」が好例である。この曲にはフェルディナンド・ダヴィッドが技術的な助言を行い、またマックス・ブルッフが影響を受けていると考えられる。後年の作品では彼のオリジナリティが発揮され、独自の語法を確立している。彼は古典派とロマン派の中間に位置し、その結果として明快な構成感と洗練された表現に特徴づけられる作品を生み出した。多くの巨匠らの傑作が生みだされた時期の中間を生き、今日では狭間の世代であるとみなされることもある。重要な作品は2つの交響曲（イ長調 Op.47と変ロ長調 Op.52）、「ヴァイオリン協奏曲第2番 ニ長調 Op.57」、弦楽四重奏曲（Op.49、54、55）、弦楽六重奏曲（Op.41、50）と、驚くほど現代的な外観を持つヴァイオリンソナタとピアノ曲（多くのソナタがある）などである。
20世紀の室内楽評論家の重鎮の一人であえるヴィルヘルム・アルトマンは、フランクの室内楽曲についてこう記している。「この優れた作曲家は、これまでのように無視されていていいような存在ではない。彼の作品を聴けばその良質の魅力的な発想を知ることができるが、それらに確固たる形式感と生き生きとした想像力が反映されていることは明白である。」また、アルトマンはフランクの六重奏曲第2番について、こう書いている。「この六重奏曲はコンサートホールで演奏されるべき曲だ。作曲者が音楽形式を熟知していたこと、そして力強く高貴な旋律を生み出す才能に恵まれた達人であったことがよくわかる。」
フランクの作品が2010年より、ライプツィヒのPfefferkorn Musikverlagから刊行されている。これは新たに校訂作業を施されたもので、これまで未出版だった作品に関しては初版となる。

## 主要作品

### 管弦楽曲
- 交響曲 イ短調 1846年 散逸
- 交響曲 ト短調 1852年-1856年 散逸
- 交響曲 変ロ長調 1858年 散逸
- 交響曲 イ長調 Op.47 ベルリン 1882年
- 交響曲 変ロ長調 Op.52 1883年 草稿
- ヴァイオリンと管弦楽のためのコンツェルトシュトゥック （アンダンテとアレグロ） イ長調 1845年 草稿
- 管弦楽のための幻想曲 ト長調 Op.16 ベルリン 1850年頃
- 大管弦楽のための演奏会用序曲 変ホ長調 Op.12 ベルリン 1848年
- 序曲「Der Römische Carneval」ニ長調 Op.21 ケルン 1854年
- ピアノ協奏曲 ニ短調 Op.13 ベルリン 1849年頃
- 2台のピアノと管弦楽のための協奏曲 ハ長調 1852年 散逸
- ヴァイオリン協奏曲 ホ短調 Op.30 ベルリン 1890年
- ヴァイオリン協奏曲 ニ長調 Op.57 1875年 草稿
- ピアノ協奏曲 ハ長調/イ短調 1879年 草稿

### 室内楽曲
- チェロソナタ ニ長調 Op.6 ベルリン 1846年
- チェロソナタ ヘ長調 Op.42 ベルリン 1882年
- ヴァイオリンソナタ ハ短調 Op.19 ケルン 1853年
- ヴァイオリンソナタ イ長調 Op.23 ケルン 1859年
- ヴァイオリンソナタ ニ長調 1861年 草稿
- ヴァイオリンソナタ ホ長調 Op.60 ベルリン 1910年
- ピアノ三重奏曲 ホ長調 1835年 草稿
- ピアノ三重奏曲 ホ短調 Op.11 ベルリン 1848年
- ピアノ三重奏曲 変ホ長調 Op.22 ケルン 1859年
- ピアノ三重奏曲 ニ長調 Op.53 1886年 草稿
- ピアノ三重奏曲 ホ長調 Op.58 ベルリン 1898年
- 弦楽四重奏曲 ホ短調 Op.15 ベルリン 1850年
- 弦楽四重奏曲 変ホ長調 Op.54 1874年
- 弦楽四重奏曲 ヘ短調 Op.49（または40） ベルリン 1891年
- 弦楽四重奏曲 ハ短調 Op.55 ベルリン 1899年
- ピアノ五重奏曲 ニ長調 Op.45 ベルリン 1882年
- 弦楽五重奏曲 ハ長調 Op.51 ベルリン 1897年
- 弦楽六重奏曲 変ホ長調 Op.41 ベルリン 1882年頃
- 弦楽六重奏曲 ニ長調 Op.50 ベルリン 1894年

### ピアノ曲
- カプリース クララ・ヴィークを讃えて ヴロツワフ 1836年
- ピアノのための12の練習曲 Op.1 ライプツィヒ 1837年
- ピアノのためのカプリッチョ ホ長調 Op.2 シュトゥットガルト 1839年頃
- ピアノのための3つの性格的小品 Op.3 ライプツィヒ 1839年頃
- ピアノのためのアルバム Op.5 ライプツィヒ 1843年
- ピアノのためのスケルツォ 変ホ長調 Op.7 ベルリン 1847年頃
- 創作主題によるピアノ4手のための6つの変奏 Op.9 ベルリン 1848年
- ピアノのための3つのセレナーデ Op.10 ベルリン 1848年
- 創作主題によるピアノのための25の変奏 Op.14 ベルリン 1849年
- ピアノのための3つの即興曲 Op.17 ベルリン 1850年
- ピアノのための6つの抒情的前奏曲 Op.18 ベルリン 1850年頃
- ピアノ4手のためのモーツァルトの「魔笛」への序曲 ベルリン 1850年
- ソナタ ニ短調 1853年 草稿
- ピアノ4手のための3つの行進曲 Op.20 ケルン 1854年
- 無言歌 1857年
- ソナタ イ長調 1858年 草稿
- ソナタ ヘ長調 1860年 草稿
- ソナタ 変イ長調 1865年 草稿
- アルバムブラット ホ短調 1868年 草稿
- ソナタ 変ロ長調 1874年 草稿
- 6つのソナタ Op.40 ベルリン 1882年
- 40のピアノ小品 Op.43 ベルリン 1882年
- 3つのピアノソナタ Op.44 ベルリン 1882年
- 2台のピアノのための二重奏曲 Op.46 ベルリン 1882年
- ソナタ ト短調 1888年 草稿
- ピアノ4手のための8つの小品 Op.48 ベルリン 1889年
- ソナタ 変ロ長調 1893年 草稿
- シューマンのモチーフに基づくソナタ 草稿
- 4手のためのトッカータ ニ長調 草稿
- ピアノのための幻想曲 Op.61 ベルリン 1910年
- 8つのピアノ小品 Op.62 ベルリン 1910年

### 声楽曲
- ソプラノとアルトのための6つの二重唱曲 Op.4 ライプツィヒ 1842年
- ソプラノまたはテノールのための6つのリート Op.8 ベルリン 1846年